# آنا گالینا
آنا ماریا گالینا (ایتالیایی: Anna Maria Galiena؛ زادهٔ ۲۲ دسامبر ۱۹۵۴) بازیگر اهل لاتزیو ایتالیا است. وی از سال ۱۹۸۱ میلادی تاکنون مشغول فعالیت بازیگری است، او به زبان‌های ایتالیایی، انگلیسی، فرانسوی و اسپانیایی صحبت می‌کند.
از فیلم‌ها یا برنامه‌های تلویزیونی که وی در آن نقش داشته‌است، می‌توان به بدرود مسکو، موسی، انسان بودن در کنار بازیگر فقید آمریکایی رابین ویلیامز، روزهای آرام در کلیشی، خامون خامون (در این فیلم با بازیگر مشهور دیگر زن ایتالیایی استفانی ساندرلی همبازی بود)، نمی‌توانی به‌تنهایی خود را نجات دهی و التیماتوم اشاره کرد شناخته شده‌ترین نقش او به نام لیویا مازونی در فیلم فرشته سیاه ساخته تینتو باراس کارگردان مشهور است. این بازیگر در سال ۲۰۰۳ عضو هیئت داوران جشنواره بین‌المللی فیلم برلین بود.
در سال ۲۰۰۷ او داور بیست و نهمین جشنواره بین‌المللی فیلم مسکو بود.

## زندگی شخصی
او دوبار ازدواج کرده‌است، بار اول با یک نویسنده آمریکایی به نام جان و همسر دوم او یک تهیه‌کننده فیلم فرانسوی به نام فیلیپه لانگلت بود. هر دو ازدواج آنا به طلاق ختم شده‌است.

## جوایز
- ۱۹۹۳ - برنده جایزه دیوید دی دوناتلو بهترین بازیگر نقش زن برای فیلم: بدون پوست
- ۲۰۰۰ - برنده جایزه دیوید دی دوناتلو بهترین بازیگر نقش مکمل زن برای فیلم: همیشه در ذهن من

## فیلم‌شناسی
- چیزی زیر لباس نیست ۱۹۸۵
- (Sweets from a Stranger) ۱۹۸۷
- (Farewell Moscow) 1987
- (Hotel Colonial) 1987
- (La fée carabine) 1988
- (Willy Signori e vengo da lontano) 1989
- (The Hairdresser's Husband) 1990
- (Quiet Days in Clichy) 1990
- (Jamón Jamón) 1992
- (L'Atlantide) 1992
- (No Skin) 1993
- (The Great Pumpkin) 1993
- (Being Human) 1994
- (Mario and the Magician) 1994
- (Moses) 1995
- (School) 1995
- (Three Lives and Only One Death) 1996
- (The Leading Man) 1996
- (My Brother's Gun) 1997
- اجساد ممتاز (۱۹۹۹)
- (Excellent Cadavers) 1999
- (But Forever in My Mind) 1999
- کلید خاموش ۲۰۰۱
- سنسو ۴۵ ۲۰۰۲
- (The Tulse Luper Suitcases) 2003
- (The Citadel) 2003
- (Guardians of the Clouds) 2004
- (Fade to Black) 2006
- (Virgin Territory) 2007
- (Flying Lessons) 2007
- (Ultimatum) 2009
- عشق یک جادوگر ۲۰۰۹
- (Stay Away from Me) ۲۰۱۳
- نمی‌توانی به‌تنهایی خود را نجات دهی ۲۰۱۵
- (Like Crazy) 2016